# Unabhängige Gewerkschaft
Die Unabhängige Gewerkschaft war eine österreichische Arbeitnehmervereinigung in den späten 1920er- und frühen 1930er-Jahren, die in Kooperation mit dem Steirischen Heimatschutz stand und ein Naheverhältnis zur Österreichisch-Alpine Montangesellschaft (ÖAMG) hatte, weswegen sie als Gelbe Gewerkschaft betrachtet werden kann.

## Geschichte
Die Unabhängige Gewerkschaft (UG) wurde am 19. Mai 1928 in Donawitz gegründet. Ihr erster Vorsitzender wurde der Metallarbeiter Josef Lengauer, der wie die anderen Funktionäre bereits in den lokalen Ortsgruppen des Steirischen Heimatschutzes aktiv war. Bald bildeten sich in der gesamten Obersteiermark, aber auch in Betrieben in Kärnten (u. a. in Hüttenberg) und im niederösterreichischen Industriegebiet UG-Gruppen.
Die Gewerkschaft verfolgte eine ständische Ideologie und verzichtete im Sinne einer „wirtschaftsfriedlichen“ Gesinnung auf gewerkschaftliche Kampfmaßnahmen wie etwa Streiks. Man stellte sich deutlich gegen die sozialdemokratische und christliche Arbeiterbewegung. Schon 1929 wurde die UG bei den Betriebsratswahlen in der Hütte Donawitz zur stärksten Gruppierung und erreichte in den Jahren 1931 und 1932 sämtliche Mandate; am stärksten war die Gewerkschaft jeweils in Alpine-Betrieben, wo auch vonseiten der Werksleitung Druck auf die Arbeitnehmer ausgeübt wurde, der UG beizutreten.
Im Rahmen der Weltwirtschaftskrise baute die ÖAMG ab 1930 massiv Arbeitsplätze ab und setzte vermehrt Maßnahmen wie Kurzarbeit und Lohnkürzungen durch, wogegen die UG gemäß ihrer Grundhaltung wenig tun konnte. Die Führung der Alpine unter Anton Apold unterstützte seit dem Jahresbeginn 1933 die NSDAP in Österreich, der Niedergang der Unabhängigen Gewerkschaft folgte. Im Laufe des Jahres 1933 lösten sich die meisten Ortsgruppen auf.